# 云南桂樱
云南桂樱是蔷薇科李属的植物，分布于印度以及中国大陆的云南等地，生长于海拔1,250米的地区，见于石质坡地密林内。